# Shine on Through
Shine on Through è un brano composto ed interpretato dall'artista britannico Elton John; il testo è di Gary Osborne.

## Struttura del brano
Proveniente dall'album del 1978 A Single Man (del quale è la prima traccia), rappresenta la prima canzone accreditata al paroliere Gary Osborne mai apparsa su un LP della rockstar. La prima metà del brano mette in evidenza esclusivamente il pianoforte di Elton e una sezione di archi: ciò richiama alla mente i primi lavori di John. La struttura gospel del pezzo è tipica di molte produzioni del pianista britannico; Shine on Through in particolare è suonata e cantata come si conviene ad un inno.
Ad un certo punto la melodia mette improvvisamente in evidenza il basso, le chitarre e la batteria. L'arrangiamento del brano è simile a quello di Your Song (scritta peraltro nella stessa tonalità di Shine on Through), uno dei più famosi classici di Elton John.

## Significato del testo
Il testo di Osborne è quello di una tipica canzone d'amore; nel brano, tuttavia, la relazione amorosa che intercorre tra il protagonista e la persona da lui amata non finisce bene, al punto che egli maledice le stelle del firmamento che lo hanno fatto innamorare. Alcuni critici (specialmente quelli della rivista Rolling Stone) si sono burlati di una parte del testo di Gary.

## Varie esibizioni
Shine on Through era stata composta nel 1977 e doveva essere pubblicata in origine sull'album delle Thom Bell Sessions, ma in vista del ridimensionamento del progetto non fu inserita nel 12". Questa versione originale (della durata di 7:45), completamente diversa da quella presente nell'album A Single Man, verrà inclusa nell'album del 1989 The Complete Thom Bell Sessions.
In concerto, Elton eseguì Shine on Through nelle esibizioni live degli anni 1977-78-79 e nei suoi spettacoli solo piano del biennio 1978-79.